# Císsides
Císsides (Cissidas, Kissídas, Κισσίδας) fou un siracusà que va dirigir el cos d'auxiliars que Dionisi el vell de Siracusa va enviar (per segona vegada) en ajuda d'Esparta el 367 aC. Va ajudar Arquidam III en l'atac a Càries (Caryae) i en l'expedició a Arcàdia; aquesta campanya la va deixar a mitges perquè el període que Dionisi havia fixat ja s'havia acabat. Quan tornava a Lacònia fou interceptat per un exèrcit messeni i va haver de demanar ajut a Arquidam; aquest el va auxiliar i els dos exèrcits van canviar la ruta per evitar els messenis però foren atacats per les forces combinades d'arcadis i argius i es va lliurar la batalla de Melea, amb victòria espartana.